# Carlo Codnig
Carlo Codnig (Trieste, 28 ottobre 1923 – ...) è stato un calciatore italiano, di ruolo difensore.

## Caratteristiche tecniche
Era un difensore centrale.

## Carriera
Giocò 10 partite in Serie A con la Triestina.